# Парфёнова, Фаина Ивановна
Фаина Ивановна Парфёнова — советский хозяйственный и государственный деятель, лауреат Государственной премии СССР за выдающиеся достижения в труде.

## Биография
Родилась в 1935 году в селе Кладбищи (ныне в составе города Сергача). Член КПСС.
В 1953—1990 голах — пекарь, бригадир пекарей Сергачского хлебобулочного комбината Министерства пищевой промышленности РСФСР.
За большой личный вклад в улучшение обслуживания с/х производства была в составе коллектива удостоен Государственной премии СССР за выдающиеся достижения в труде 1983 года.
Умерла в Сергаче в 2000 году. Похоронена на Гусевском кладбище.

## Награды
- Орден Ленина
- Орден Трудового Красного Знамени